# Шамаль, Юлия Фёдоровна
Ю́лия Фёдоровна Шама́ль (род. 5 июля 1977, Минск, Белорусская ССР, СССР) — российская журналистка, телеведущая, продюсер, писательница, автор документальных фильмов и проектов, член Союза журналистов России.

## Биография
Родилась 5 июля 1977 года в Минске. Мама — кандидат химических наук, доцент. Папа — профессор философии. В 1981 году семья переехала в Казахстан, город Жезказган (тогда — Джезказган).
С 1984 по 1994 год училась в школе № 1.
В 1990 году начала работать на радиостанции «Шарапат», сотрудничала с газетами «Сары-Арка» и «Джезказганская правда».
С 1993 года вела авторскую молодёжную программу «Юнинформ» на Джезказганском телевидении.
С 1994 по 1999 год училась в Московском государственном университете имени М. В. Ломоносова. Обучаясь на дневном отделении, с первого курса стажировалась в газете «Известия», начала внештатное сотрудничество и с другими печатными СМИ.
В 1995 году работала корреспондентом студии «Глобус» и корреспондентом программы «Чрезвычайный канал» на канале «РТР».
С 1997 по 1998 год — корреспондент программ: «Криминал» и «Чистосердечное признание» на канале «НТВ».
В 1998 году была приглашена в телекомпанию «Останкино» и работала корреспондентом программы «Человек и закон» на канале «ОРТ». В 2005 году вернулась в телекомпанию и стала руководителем группы документального кино.
С 2002 по 2003 год — ведущая программы «Криминал» на канале «НТВ».
В 2002 году возглавила студию документального кино телекомпании «Останкино».
В 2006 году основала телекомпанию «Мейнстрим».
С 2007 по 2010 год работала шеф-редактором программы «ЧП. Расследование» на канале «НТВ».
С 2010 по 2015 год — заместитель директора Дирекции документального кино канала «РЕН ТВ».
В 2016 году основала информационное агентство «ТелецентрЪ», начав производство документальных сериалов для телеканала «Звезда».
С сентября 2023 года — ведущая программы «Открытый эфир» на телеканале «Звезда».

## Автор документальных работ
- 2000 — «Тайна ракеты „Шквал“. Дело Эдмонда Поупа» (Первый канал)
- 2002 — «Тень черных крыльев» (Первый канал)
- 2004 — «Самоубийство после Чернобыля. Академик Легасов» (Россия)
- 2004 — «Тайна голубой крови. Перфторан» (Россия)
- 2006 — «Маргарита Назарова. Роман со зверем» (Первый канал)
- 2006 — «Валентина Леонтьева. Жизнь после славы» (Первый канал)
- 2006 — «Люди со стёртой памятью» (Первый канал)
- 2007 — «Тени из Бирмингема» (Первый канал)
- 2008 — «Звёзды лгут» (Россия)
- 2009 — «Тайна пропавшей иконы. Казанская» (Россия)

## Продюсер
- 2006 — «Жизнь после спорта» (Первый канал)
- 2007 — «Мама вышла замуж» (Первый канал)
- 2008 — «Гражданин Никто» (Первый канал)
- 2010—2015 — «Тайны мира с Анной Чапман» (РЕН ТВ)
- 2012—2015 — «Вам и не снилось» (РЕН ТВ)
- 2012 — «Титаник. Репортаж с того света» (РЕН ТВ)
- 2012 — «Титаник. Круиз на тот свет» (РЕН ТВ)
- 2012 — «Вся правда о Ванге» (РЕН ТВ)
- 2012 — «Ванга. Продолжение» (РЕН ТВ)
- 2012 — «Цыганская магия» (РЕН ТВ)
- 2012 — «Кто правит миром» (РЕН ТВ)
- 2013 — «Код Дарвина. Проклятье обезьян» (РЕН ТВ)
- 2013 — «Миллион на выданье» (РЕН ТВ)
- 2013 — «Усама бен Ладен. Секретный агент номер один» (РЕН ТВ)
- 2014 — «За семью печатями» (РЕН ТВ)
- 2014—2015 — «Чудотворица» (Домашний)
- 2014 — «Я подаю на развод» (Домашний)
- 2014 — «Дорогая, у меня революция!» (РЕН ТВ)
- 2014 — «Я его убила» (Домашний)
- 2014—2016 — «Знать будущее. Жизнь после Ванги» (Домашний)
- 2015 — «Анна Чапман и её мужчины» (РЕН ТВ)
- 2015 — «Щит и меч» (Пятница)

## Награды
В 1996 году получила награду факультета журналистки «Золотая камера-96» и профессиональную премию «Масс-медиа Гонг» за фильм-расследование о Церкви саентологов в России.
Также удостоена медали св. Феодора Стратилата «За труды во благо Русской Православной Церкви» и Почётной грамоты Минцифры России «За заслуги в профессиональной деятельности, выполнение служебных задач в условиях, сопряженных с риском для жизни».

## Санкции
13 июня 2024 года, из-за российского вторжения на Украину, Шамаль включена в санкционный список Канады против лиц вовлечённых в операции по дезинформации и пропаганде.

## Личная жизнь
Замужем, воспитывает троих детей.